# Rauvolfia schuelii
Rauvolfia schuelii là một loài thực vật có hoa trong họ La bố ma. Loài này được Speg. miêu tả khoa học đầu tiên năm 1917.